# Голдапски окръг
Голдапски окръг (на полски: Powiat gołdapski) е окръг в Североизточна Полша, Варминско-Мазурско войводство. Заема площ от 771,89 км2. Административен център е град Голдап.

## География
Окръгът се намира в историческата област Мазурия. Разположен е в североизточната част на войводството край границата с Русия (Калининградска област).

## Население
Населението на окръга възлиза на 27 536 души(2012 г.). Гъстотата е 36 души/км2.

## Административно деление
Административно окръгът е разделен на 3 общини.
Градско-селска община:
- Община Голдап

Селски общини:
- Община Бане Мазурски
- Община Дубенинки